# Sozialverband VdK Rheinland-Pfalz

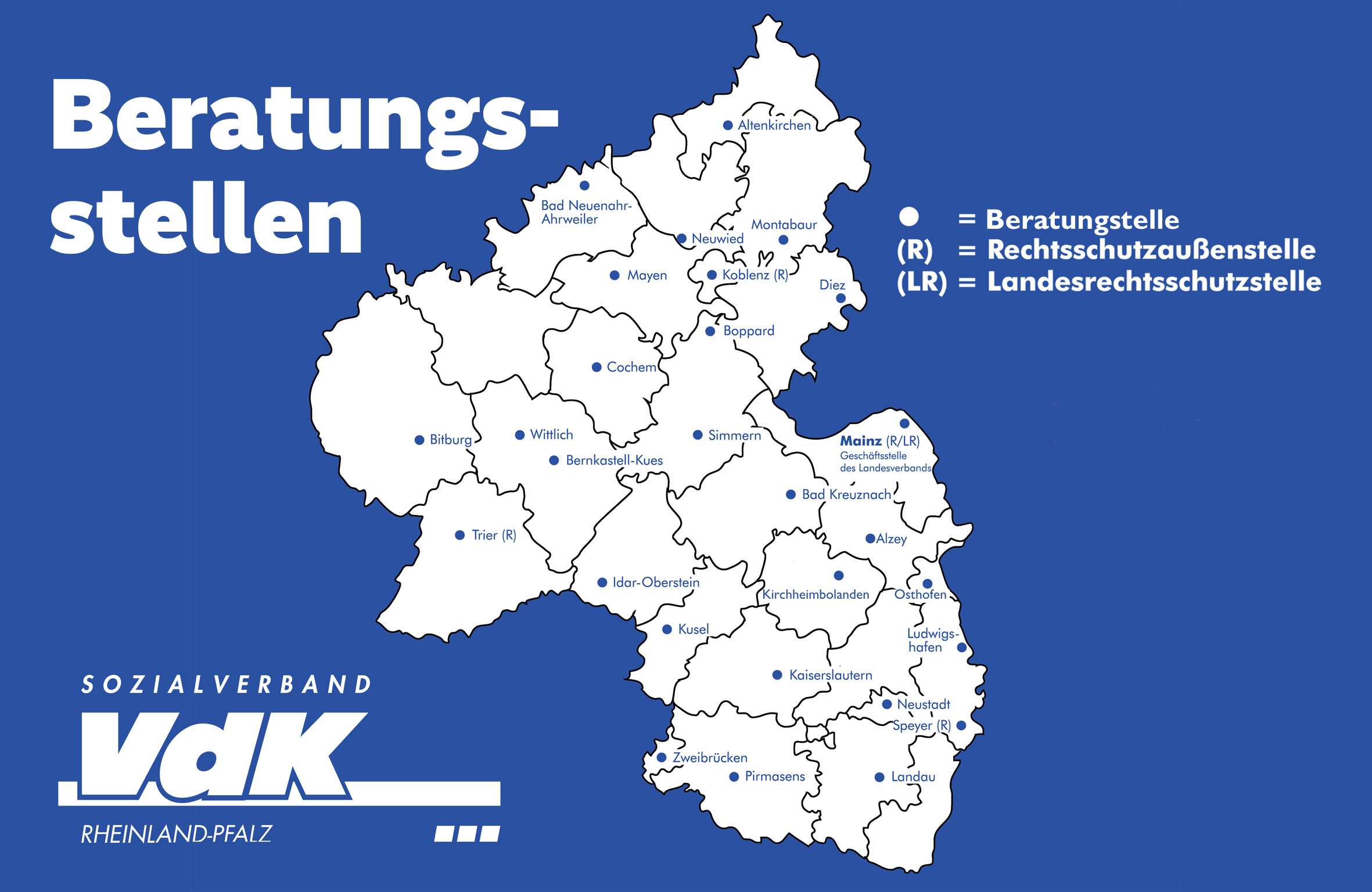
Rheinland-Pfalz-Karte mit VdK-Beratungsstellen.

Der Sozialverband VdK Rheinland-Pfalz e.V. ist mit über 230.000 Mitgliedern die größte Interessenvertretung von Menschen mit Behinderungen, Rentnerinnen und Rentnern, Kriegs-, Wehrdienst, Unfall- und Gewaltopfern und sonstigen Entschädigungsberechtigten sowie deren Hinterbliebenen, aller Sozialversicherten und Sozialhilfeempfängern in Rheinland-Pfalz. Seine Ziele sind die berufliche und gesellschaftliche Integration sowie die soziale Sicherheit seiner Mitglieder. 
Der Sozialverband VdK ist parteipolitisch und konfessionell neutral und finanziert sich über Mitgliedsbeiträge.

## Struktur und Aufgaben
Der Sozialverband VdK Rheinland-Pfalz ist föderal organisiert. Er ist gegliedert in:
1. den Landesverband mit Sitz in Mainz
2. 26 Kreisverbände
3. rund 700 Ortsverbände.

Die VdK-Mitglieder entsenden alle vier Jahre über ihre Kreisverbände Delegierte, die beim Landesverbandstag über Grundsatz- und Organisationsfragen entscheiden. Dort werden turnusgemäß die Vertreter des Landesverbandsvorstands und Landesverbandsausschusses gewählt.
Zu den Aufgaben der Ortsverbände gehört das klassische Vereinsleben mit gemeinsamen Ausflügen und Feiern. Die Kreisverbände beraten die VdK-ler in allen sozialrechtlichen Fragen, wenn es zum Beispiel Probleme beim Erstellen des Rentenantrages gibt oder eine beantragte Kur von der Krankenkasse abgelehnt wird. 

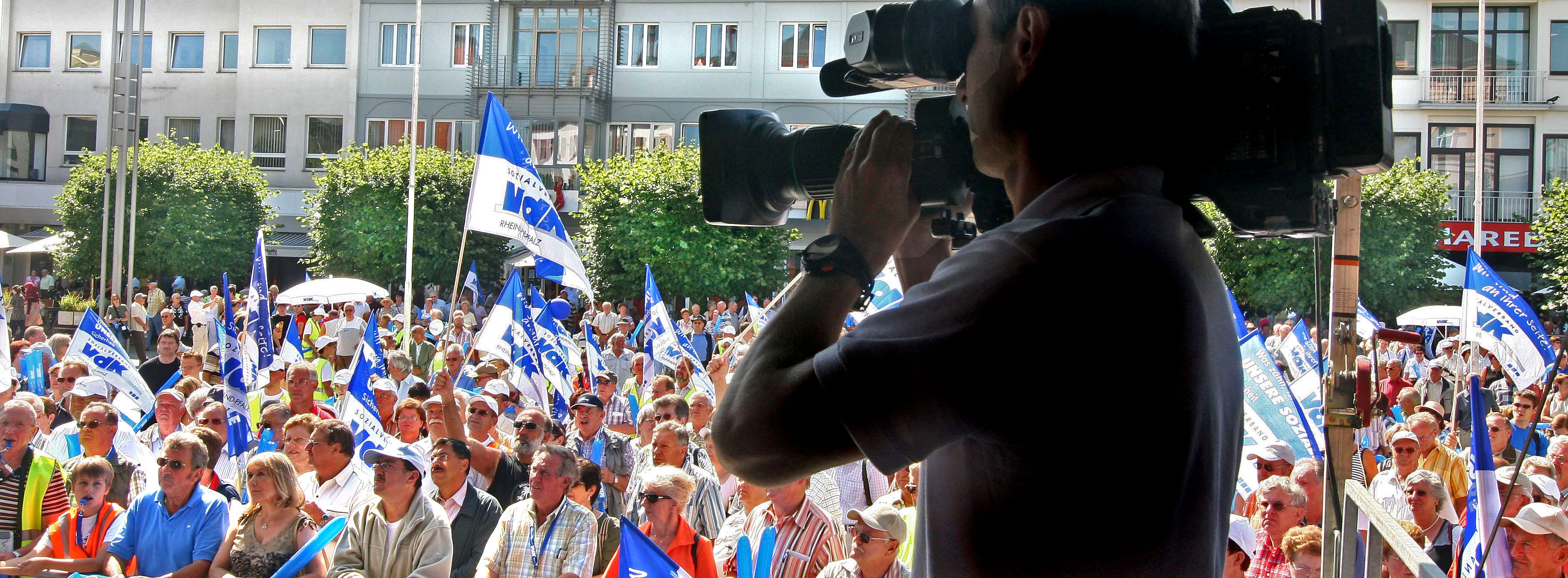
VdK-Kundgebung 2008 in Mainz

Der Landesverband bietet regelmäßig Arbeitstagungen für ehrenamtliche Richter der rheinland-pfälzischen Sozialgerichtsbarkeit an. Außerdem vertritt er die Mitgliederinteressen gegenüber Politik, Wirtschaft und Gesellschaft. So demonstrierten unter anderem 2004 mehr als 6.000 VdK-Mitglieder in Mainz unter dem Motto „Was zählt, ist unsere soziale Sicherheit“ gegen die Hartz IV-Gesetze, die Rentenkürzungen sowie die Neuregelung zur Besteuerung der Rente. 2009 kritisierte der Sozialverband VdK Rheinland-Pfalz mit der Kampagne „Wirst du gepflegt oder stirbst du schon“ das Pflege-Weiterentwicklungsgesetz und das Benotungssystem zur Qualitätsprüfung von Pflegeheimen. Der Verband macht sich für ein Bewertungssystem nach Ausschlusskriterien (K.-o.-Kriterien) stark.

## Rechtsschutzstellen
Seit der Gründung des Verbandes bestehen die Rechtsschutzstelle Rheinland-Pfalz mit Hauptsitz in Mainz sowie die Außenstellen in Koblenz, Trier und Speyer. Dort finden die VdK-Mitglieder in hauptamtlichen Mitarbeitern Ansprechpartner, die ihre Interessen vor den jeweiligen örtlichen Sozialgerichten vertreten.

## Geschichte

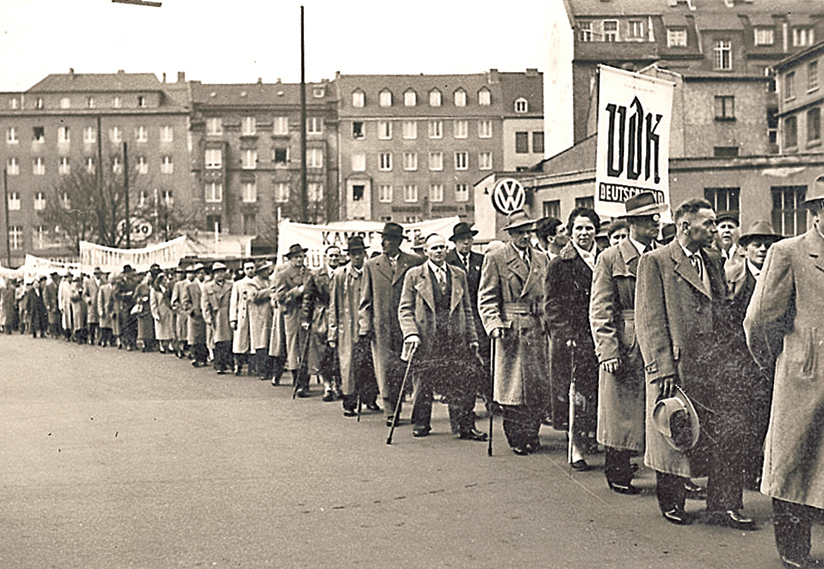
Demonstration der Kriegshinterbliebenen 1959

Die Gründungsversammlung fand am 20. Oktober 1946 unter dem Namen „Verband der rheinischen Kriegsgeschädigten und Hinterbliebenen aus den Weltkriegen 1914-1918 und 1939-1945 Sitz Neuwied (Selbsthilfeorganisation)“ statt. Da das Land Rheinland-Pfalz damals unter französischer Besatzung stand und die Alliierten die Auflage erlassen haben, das Wort „Krieg“ künftig nicht mehr im Namen des Verbands zu führen, musste der Name noch mal geändert werden. Zur offiziellen Verbandsgründung am 10. November 1946 kamen 800 Teilnehmer nach Neuwied. 
Erst am 20. Juni 1947 erkennt die französische Militärregierung den Verband offiziell an, er muss sich aber „Bund der Körperbehinderten und Hinterbliebenen“ nennen. Der Verband hat sich zum Ziel gesetzt, für die Kriegsbeschädigten und Hinterbliebenen eine rechtmäßige und angemessene Versorgung durchzusetzen. Die ersten Orts- und Kreisverbände organisieren sich in den Städten und unterstützen den Aufbau des Landesverbands, der zu diesem Zeitpunkt bereits 10.000 Mitglieder zählt.

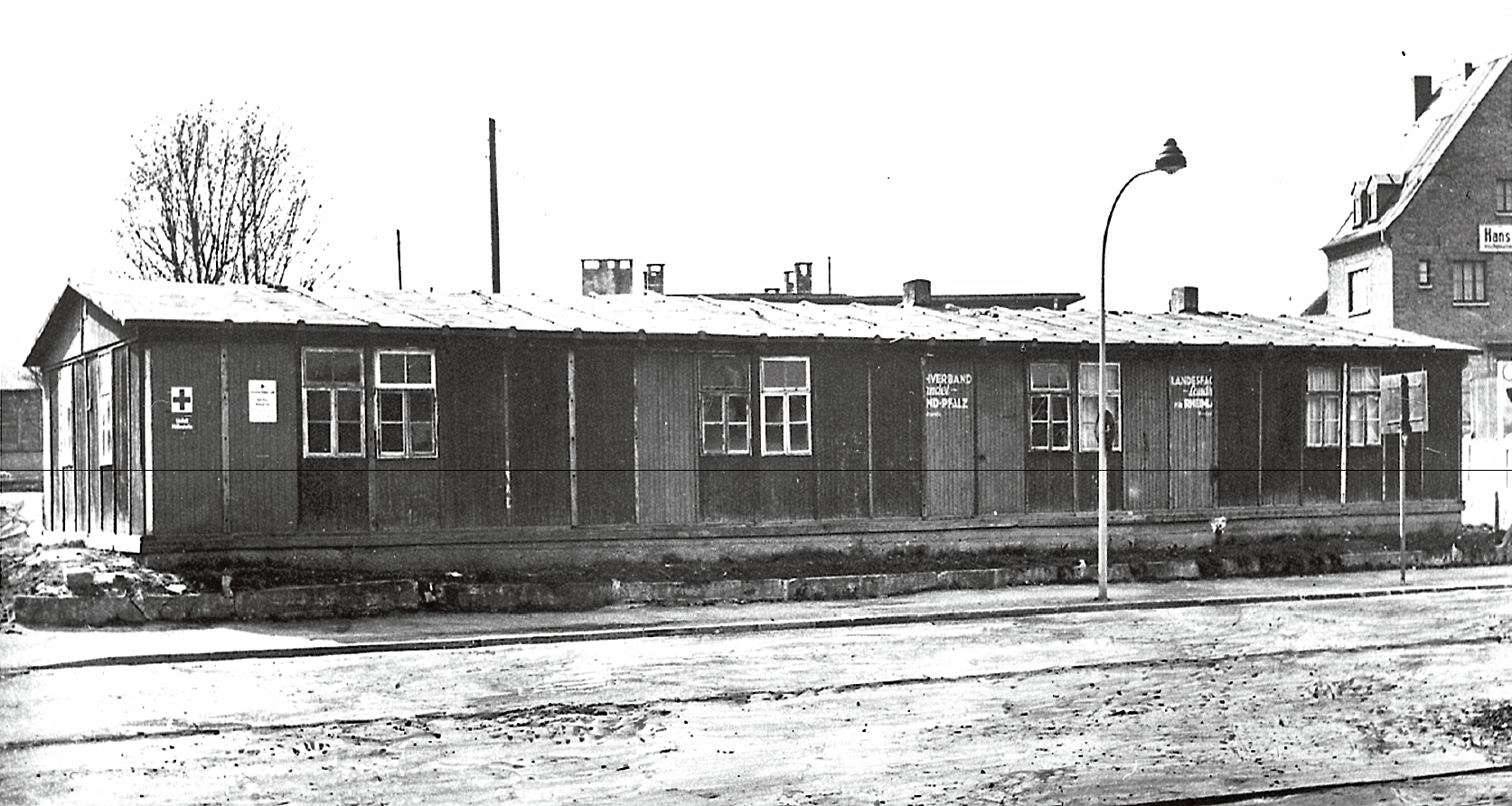
Erster Standort der Geschäftsstelle in einer Baracke in Koblenz

1950 erfolgt die Umbenennung von „Bund für Körperbehinderte und Hinterbliebene“ in „Verband der Kriegsbeschädigten, Kriegshinterbliebenen und Sozialrentner Deutschlands, Landesverband Rheinland-Pfalz e.V.“. Im gleichen Jahr zieht die Landesgeschäftsstelle aus einer provisorischen „Baracke“ in die Mainzer Straße in Koblenz. Am 28. Januar 1950 wird schließlich als Bundesverband der Sozialverband VdK Deutschland mit Sitz in Bonn gegründet. 

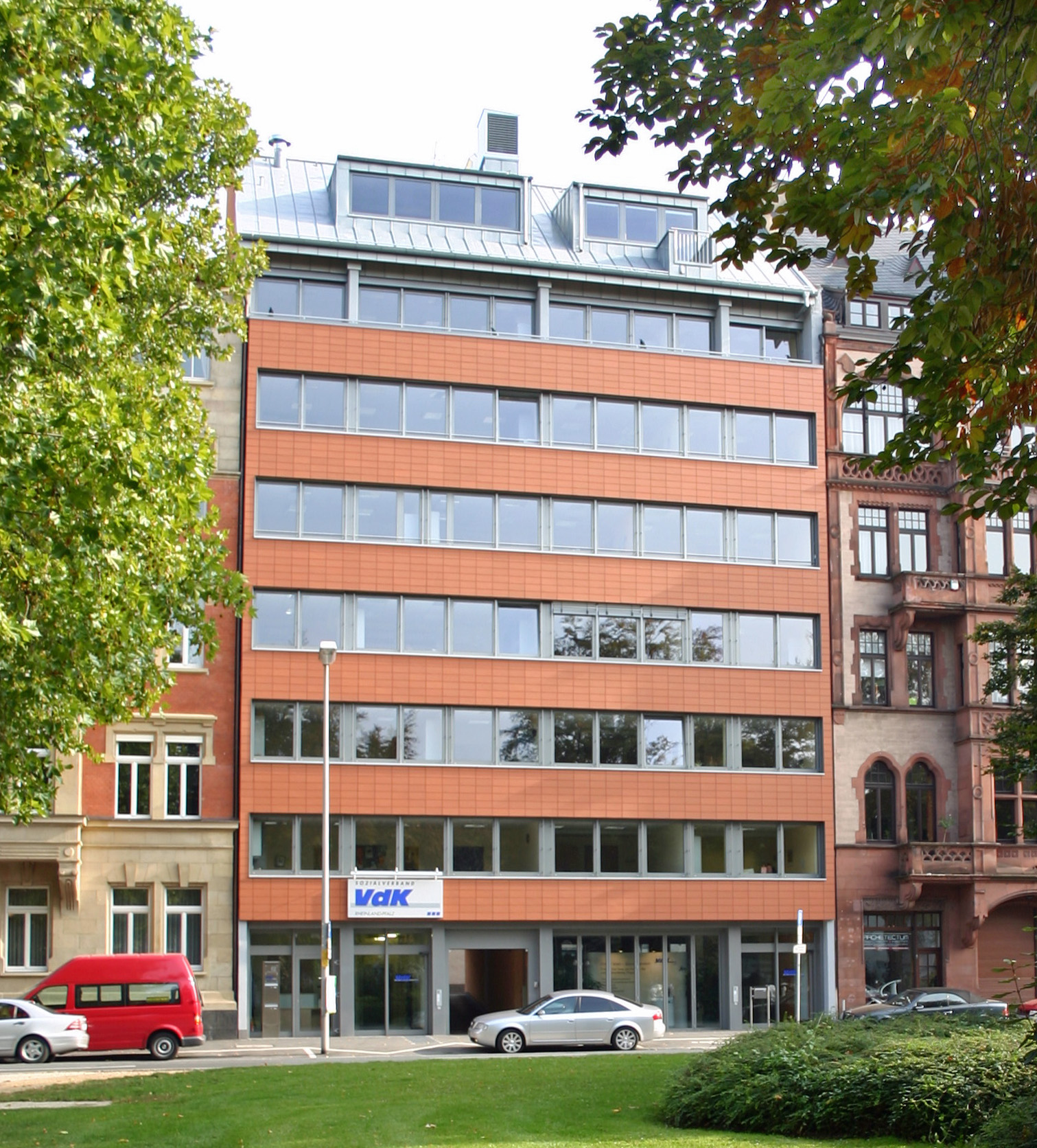
Die VdK-Landesgeschäftsstelle in Mainz

Im Jahr 1962 eröffnet der Sozialverband VdK Rheinland-Pfalz für seine Mitglieder das Erholungsheim „Johannes-Junglas-Haus“, das heutige Hotel „Haus Oberwinter“ am Rhein. Es entstand zwischen den Orten Remagen und Oberwinter. Nach einer Betriebszeit von mehr als 30 Jahren wurde das Hotel umgebaut und renoviert sowie um einen Seminarbereich erweitert. Damit entwickelte sich das ehemalige, ursprünglich nur für VdK-Mitglieder bestimmte Erholungsheim zu einem modernen Hotelbetrieb. Im Jahr 2002 klassifizierte der Deutsche Hotel- und Gaststättenverband (DEHOGA) das Haus als 3-Sterne-superior.
Nach zwei weiteren Namensänderungen erhält der Sozialverband 2002 seine heutige Bezeichnung als „Sozialverband VdK Deutschland Landesverband Rheinland-Pfalz e.V.“. Im Jahr 2006 zieht die VdK-Landesgeschäftsstelle von Koblenz in die Landeshauptstadt Mainz. Im selben Jahr feiert der Landesverband sein 60-jähriges Bestehen.
Mit seiner „Aktion gegen Armut“ machte der Sozialverband VdK Rheinland-Pfalz 2008 auf die drohende Arbeitslosigkeit, Niedriglöhne und Rentenkürzungen aufmerksam. Am 1. Juli kamen rund 2000 Menschen in der Landeshauptstadt Mainz zusammen, um die Forderungen des VdK zu unterstützen: Anhebung der Hartz-IV-Regelsätze, Rentenanpassung in Höhe der Inflationsrate und ein Armutsbeauftragter für Rheinland-Pfalz. Über 40.000 Unterschriften wurden dafür gesammelt.
Am 10. August 2012 trat der Landesvorsitzende Andreas Peifer von seinem Amt zurück, nachdem es intern Kritik an seinem Führungsstil gegeben hatte. Am 12. Januar 2013 wurde Willi Jäger von den Delegierten des außerordentlichen Landesverbandstages zum neuen Landesverbandsvorsitzenden gewählt. Von August 2012 bis zur Neuwahl im Januar 2013 hatte der stellvertretende Vorsitzende Ernst Schimmel die Verbandsgeschäfte kommissarisch geleitet.
„Weg mit den Barrieren!“ lautete die Kampagne, mit der sich der Sozialverband VdK Rheinland-Pfalz 2016 für eine barrierefreie Gesellschaft starkmacht. Mit konkreten Forderungen und öffentlichkeitswirksamen Aktionen richtet sich der VdK an die politisch Verantwortlichen in Bund, Ländern und Kommunen. Herzstück der Kampagne ist die „Landkarte der Barrieren“ auf der Aktionshomepage www.weg-mit-den-barrieren.de.
2018 demonstrierte der VdK als Mitglied im Bündnis für Mobilität in Mainz, Koblenz, Trier und Kaiserslautern für ein Sozialticket. 
Ein stiller Protest war die Handtuch-Aktion 2020, bei der VdK-ler weiße Handtücher aus ihren Fenster hängten, um auf die Situation in der häuslichen Pflege aufmerksam zu machen.

## Die Landesvorsitzenden
- 1946–1948: Willi Pörsch
- 1948–1949: Paul Hähnel
- 1949–1954: Hans Müller
- 1954–1963: Willi Euskirchen
- 1964–1983: Josef Reis
- 1983–1995: Helmut Mühlender
- 1995–2000: Waldemar Brümmendorf
- 2000–2012: Andreas Peifer
- 2012–2013: Ernst Schimmel (kommissarischer Vorsitzender)
- seit 2013: Willi Jäger

## Die VdK-Beratungsstellen
- Ahrweiler
- Altenkirchen
- Alzey
- Bad Kreuznach
- Bernkastel-Zell
- Birkenfeld
- Bitburg-Prüm
- Cochem-Zell
- Deutsche Weinstraße
- Donnersberg
- Kaiserslautern
- Koblenz
- Kusel
- Mainz-Bingen
- Mayen
- Neuwied
- Pirmasens
- Rhein-Lahn
- Simmern
- St. Goar
- Südpfalz
- Trier-Saarburg
- Vorderpfalz
- Westerwald
- Wittlich-Daun
- Worms-Wonnegau
- Zweibrücken